# ثيرون سميث
ثيرون سميث (بالإنجليزية: Theron Smith)‏ مواليد 3 أكتوبر 1980 في فلوريدا، هو لاعب كرة سلة أمريكي بدأ مسيرته الاحترافية في سنة 2003. يبلغ طوله 6 قدم 8 بوصة (2.0 م).

## المسيرة الاحترافية
لعب مع ميمفيس غريزليس في موسم 2003–2004، ثم لعب مع شارلوت هورنتس في موسم 2004–2005، ثم لعب مع بالاكانسترو كانتو في الدوري الإيطالي في موسم 2006–2007، ثم لعب مع أورليان لواريت في الدوري الفرنسي في موسم 2007–2008، ثم لعب مع أوبراس سانيتارياس في الدوري الأرجنتيني في موسم 2011–2012.

## روابط خارجية
- ثيرون سميث على موقع إن بي أي (الإنجليزية)
- ثيرون سميث على موقع سبورتس رفرنس (الإنجليزية)
- ثيرون سميث على موقع كرة السلة الأوروبية.كوم (الإنجليزية)
- ثيرون سميث على موقع كلية كرة السلة في سبورتس رفرنس.كوم (الإنجليزية)
- ثيرون سميث على موقع ريلجم (الإنجليزية)
- ثيرون سميث على موقع بروبوليرز (الإنجليزية)
- ثيرون سميث على موقع سبورتس رفرنس (الإنجليزية)
- ثيرون سميث على موقع سبورتس رفرنس (الإنجليزية)